# Gerd Backhaus
Gerd Backhaus (* 8. September 1942 in Bismark) ist ein ehemaliger deutscher Fußballspieler. In der Oberliga, der höchsten DDR-Spielklasse, spielte er für die BSG Lokomotive Stendal. Er bestritt drei Länderspiele für die DDR-Nationalelf.

## Sportliche Laufbahn

### Gemeinschaftsstationen
Mit 19 Jahren wurde Backhaus 1961 zum ersten Mal in der Oberligamannschaft der BSG Lokomotive Stendal, zu der er von seiner Heimatgemeinschaft BSG Traktor Bismark gewechselt war, eingesetzt, nachdem er 1960 mit vier Spielen und einem Tor am Erstligaaufstieg der Altmärker mitgewirkt hatte. Die Mannschaft befand sich gerade in der Phase einer Fahrstuhlmannschaft und Backhaus musste gleich am Ende seiner ersten Oberligasaison im Sommer 1962 in die zweitklassige DDR-Liga absteigen. In der folgenden Spielzeit gelang der sofortige Wiederaufstieg, Backhaus wurde mit 19 Treffern Torschützenkönig. Es begann eine fünfjährige Spanne, in der sich die Stendaler im Oberhaus des DDR-Fußballs etablieren konnten.
In der Oberligasaison 1963/64 wurde Backhaus mit 15 Treffern Torschützenkönig der Oberliga. Auch in den folgenden Spielzeiten 1964/65 und 1965/66 war Backhaus mit 12 bzw. 10 Treffern erfolgreichster Torschütze seiner Mannschaft. 1966 kam es zu einem weiteren Höhepunkt in Backhaus’ Karriere. Am 30. April stand Lok Stendal mit Backhaus als Mittelstürmer im Endspiel um den DDR-Fußballpokal, verlor aber gegen Chemie Leipzig mit 1:0. 1968 war auch das Jahr, in dem Backhaus seine letzte Oberligasaison spielte. Lok Stendal verabschiedete sich mit seinem fünften Abstieg endgültig aus der höchsten DDR-Fußballklasse, doch Backhaus blieb seiner Mannschaft auch in der Zweitklassigkeit treu und blieb noch bis 1975 aktiv. Als Oberligaspieler wurde er 140 Mal aufgeboten und schoss dabei 63 Tore. Hinter Kurt Weißenfels ist er damit zweitbester Oberligatorschütze der Stendaler. Hinzu kommen 172 Partien mit 74 Treffern in der ostdeutschen Zweitklassigkeit.

### Auswahleinsätze
Nachdem er bereits in der Junioren- (eine Partie) aufgetaucht war und parallel dazu in der Nachwuchsnationalmannschaft (fünf Matches) eingesetzt worden war, kam er am 17. Dezember 1963 zu seinem ersten Spiel in der A-Auswahl und erzielte gegen das damalige Birma als Mittelstürmer den Führungstreffer beim 5:1-Sieg. Beim zweiten Länderspiel der Asientour, dem 12:1 gegen Ceylon, schoss Backhaus sein zweites Länderspieltor. Beide Partien gingen ebenso in die Statistik der DDR-Olympialelf ein, die sich mit dem A-Kader auf die Olympischen Spiele 1964 vorbereitete. Er weilte beim olympischen Fußballturnier in Tokio, wurde dort aber nach einer Kopfverletzung in einer Vorbereitungspartie nicht eingesetzt. Da die Position des Mittelstürmers in der Nationalmannschaft fest in den Händen von Peter Ducke war und auch Henning Frenzel zu seinen Konkurrenten zählte, kam Backhaus nur am 11. September 1966 in der Begegnung zwischen der DDR und Polen noch einmal zu einem A-Länderspiel.

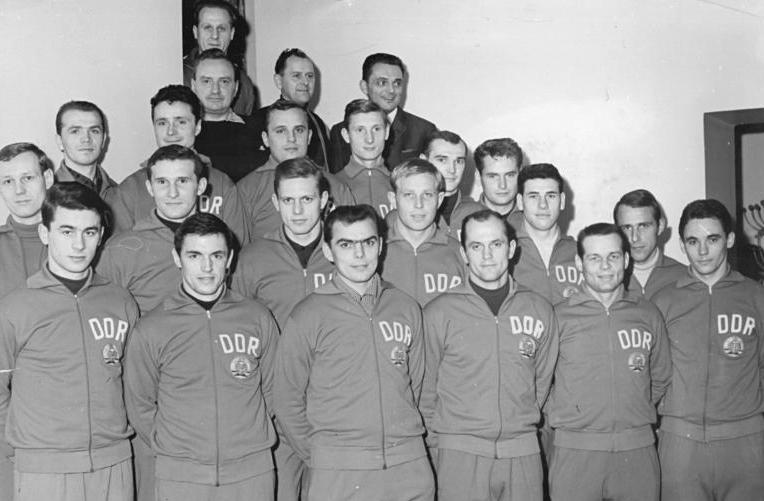
Gerd Backhaus (zweite Reihe von unten, erster von links) im Kader der A-Nationalelf vor einer Afrikareise im Januar 1967

Im Frühjahr 1967 wirkte Backhaus in zwei Qualifikationsspielen der ostdeutschen Olympiaauswahl für die Endrunde gegen Griechenland mit und steuerte ein Tor zu den beiden 5:0-Siegen bei. Später scheiterte die Olympiaauswahl allerdings an Bulgarien, so dass Backhaus die Teilnahme an den Olympischen Spielen 1968 in Mexiko verwehrt wurde.
In der B-Nationalelf lief er im Herbst 1967 einmal auf. Beim 2:1-Heimerfolg gegen Ungarn in Eisenach erzielte er einen der beiden ostdeutschen Treffer.

## Weiterer Werdegang
Nach dem Ende seiner Fußballkarriere erwarb Backhaus das Diplom als Ingenieur und arbeitete bei der Deutschen Reichsbahn und der Deutschen Bahn AG.